# Авиационна фотография
Авиационната фотография (на английски: Aviation photography) е дял от аерофотографията.
Целта на фотографите, работещи в този жанр от фотографията, е да заснимат летящи летателни средства или такива на земята, акробатични изпълнения със самолети, парашутисти или други летателни апарати, както и да внушат чрез това уважение и респект към трудната и високорискова професия на летците.
Заснимането в полет или на земята трябва да покаже достиженията на човешкия гений, мъжеството и стремежа към новото и недостигнатото. В този смисъл тези фотографски снимки може да бъдат причислени и към репортажната фотография.
Техниката за снимане е разнообразна: земя-земя; земя-въздух; въздух-въздух и въздух-земя. Това показва, че не винаги е възможно професионални фотографи да фотографират един полет. Често сполучливи фотографски снимки се правят от пилоти, делтапланеристи или парашутисти участващи със своите заснети герои в общ полет. От това се подразбира и един друг факт – за подобни фотосеанси се използва не стандартна, а съответно пригодена фотоснимачна апаратура.

## Галерия
- Curtiss NC-4
- Изтребител И-16, конструктор Поликарпов
- RA-5C
- F-15 в полет
- Ескадрила Соколите на Русия, 2009
- F-15 Eagle
- На тайландско летище
- Hercules C 130 гаси пожар в Калифорния
- B-52
- Старт с делтаплан
- Въздушна снимка на летище в Германия
- Балони с топъл въздух, Сан диего, Калифорния
- Ескадрила на Бразилските военновъздушни сили в групов акробатичен полет, 2008
- Демонстрация на висок професионализъм
- F-16C и C-130H в полет над Южна Каролина, 1998